# Daura-Suruwal

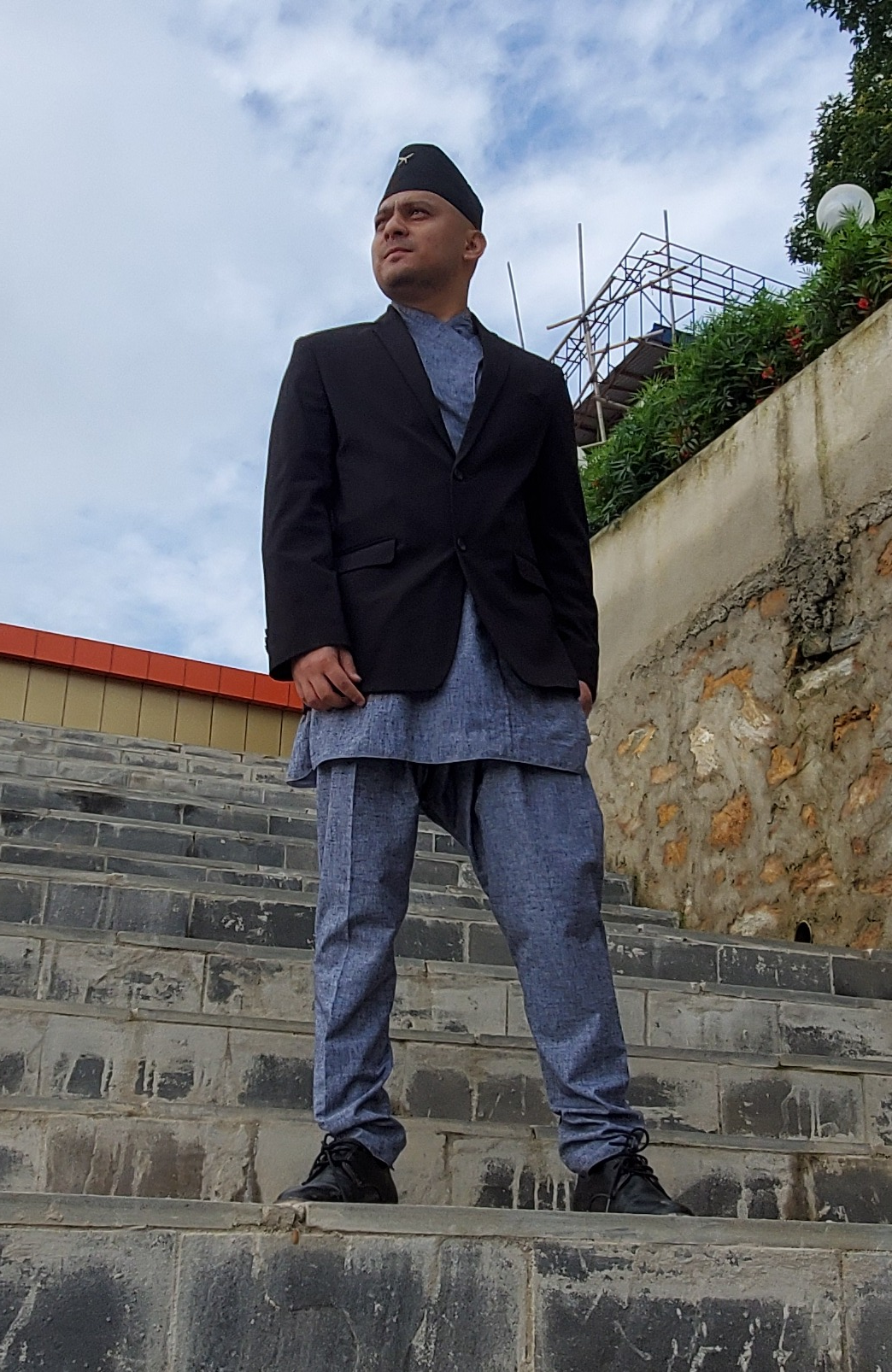
Un hombre llevando un Daura-Suruwal cubierto por un abrigo

El Daura-Suruwal (en nepalí: दौरा सुरुवाल) es uno de los trajes nacionales de los hombres nepaleses.La Daura es una variante de la Kurta y es la prenda superior, el Suruwal es el pantalón. El abrigo fue añadido al traje por Jang Bahadur Rana, primer ministro de Nepal en el siglo XIX. El traje también es popular en Darjeeling, en la vecina India, entre la gente de origen indio Gorkha.

## Historia
El Daura-Suruwal es una variante moderna del Tapālan (Nepal Bhasa : तपालं) que ha sido la vestimenta tradicional de los hombres Newar. Solía usarse tradicionalmente como traje común de los hombres que consistía en una camisa larga llamada tapālan con pantalones ajustados conocidos como suruwā (Nepal Bhasa: सुरुवा). Un chaleco o un abrigo junto con una gorra llamada tapulī / topī (Nepal Bhasa: तपुली) completarían el atuendo.

## Estilo
En Nepal, la vestimenta masculina tradicional, que también es la vestimenta nacional, es la camisa nepalí llamada daura  y el suruwal  o traje daura-suruwal. Según Hussein (2018), “la daura es una camisa de cuello cerrado con cinco pliegues y ocho cordones que sirven para anudarla al cuerpo”.
La prenda superior es similar al kediyu gujarati, pero no tiene pliegues que crucen el pecho, sino solapas cruzadas.
El suruwal nepalí es una combinación del churidar  y la prenda inferior usada en las regiones costeras de Guyarat, especialmente Saurashtra y Kutch, donde la prenda también se llama chorno o kafni. Es ajustado en las piernas pero ancho en las caderas.Sin embargo, el suruwal se ajusta cómodamente alrededor de las piernas, por lo que se puede estrechar alrededor de los tobillos.

El primer ministro nepalés Bir Shamsher Jang Bahadur Rana usó el Daura-Suruwal en una visita no oficial al Reino Unido en el siglo XIX, lo que popularizó aún más el traje en Nepal. Janga Bahadur Rana introdujo el abrigo en Nepal en el siglo XIX. La entonces Reina del Reino Unido le entregó un abrigo como regalo. Inició la tradición de usar un abrigo con el Daura-suruwal. Los hombres también usan el Daura-Suruwal con chaleco.

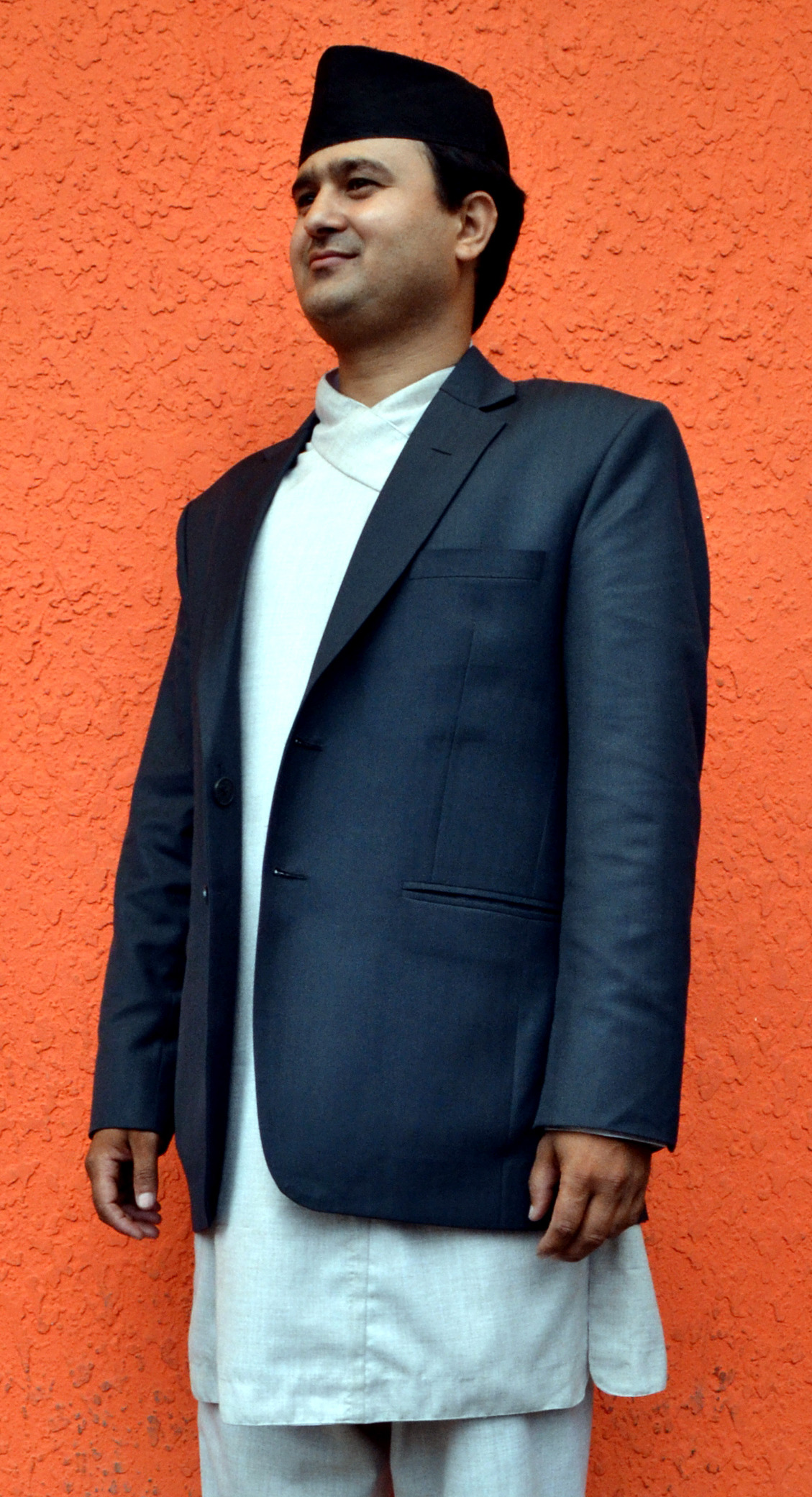
Daura-suruwal, la vestimenta masculina nacional de Nepal.
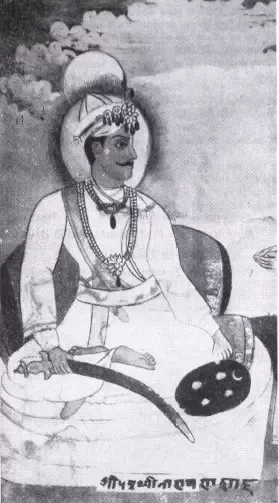
Prithvi Narayan Shah de Nepal en daura-shalwar.
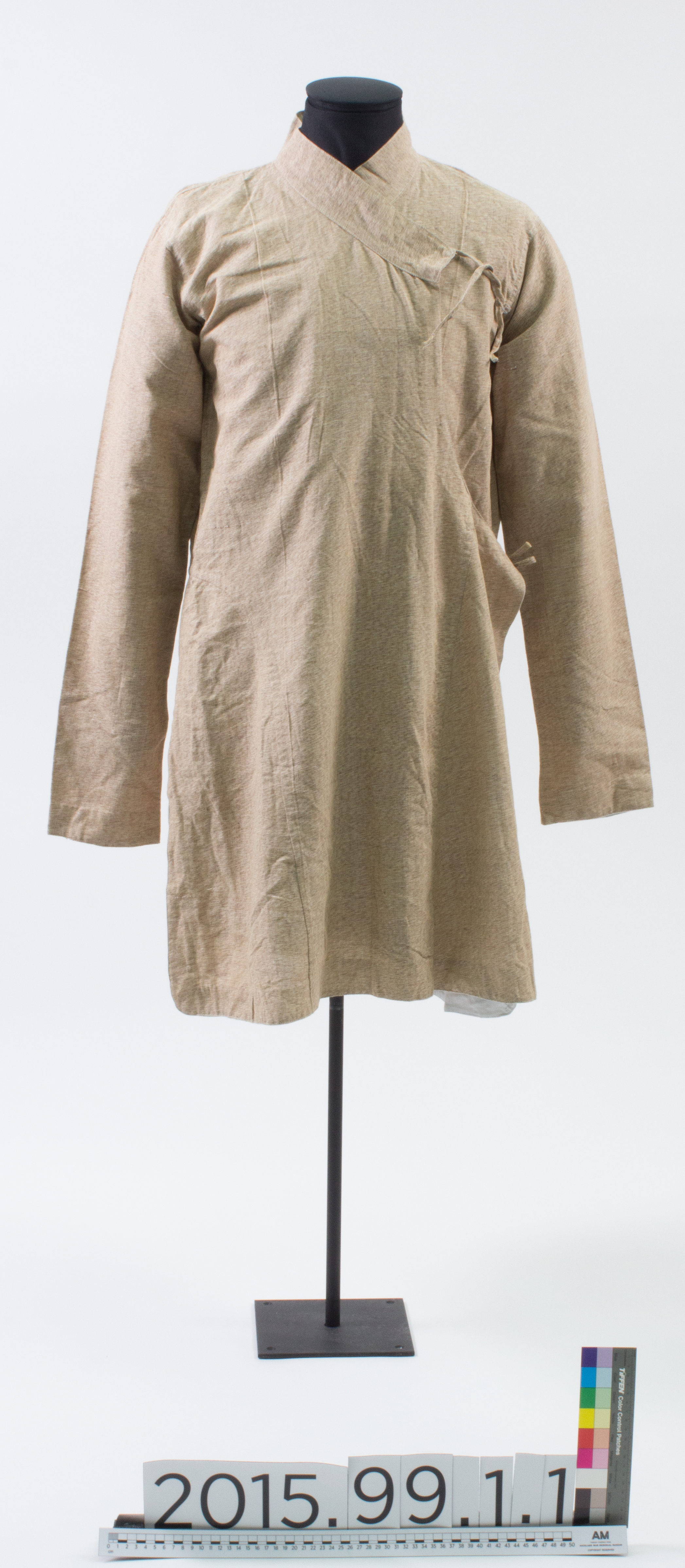
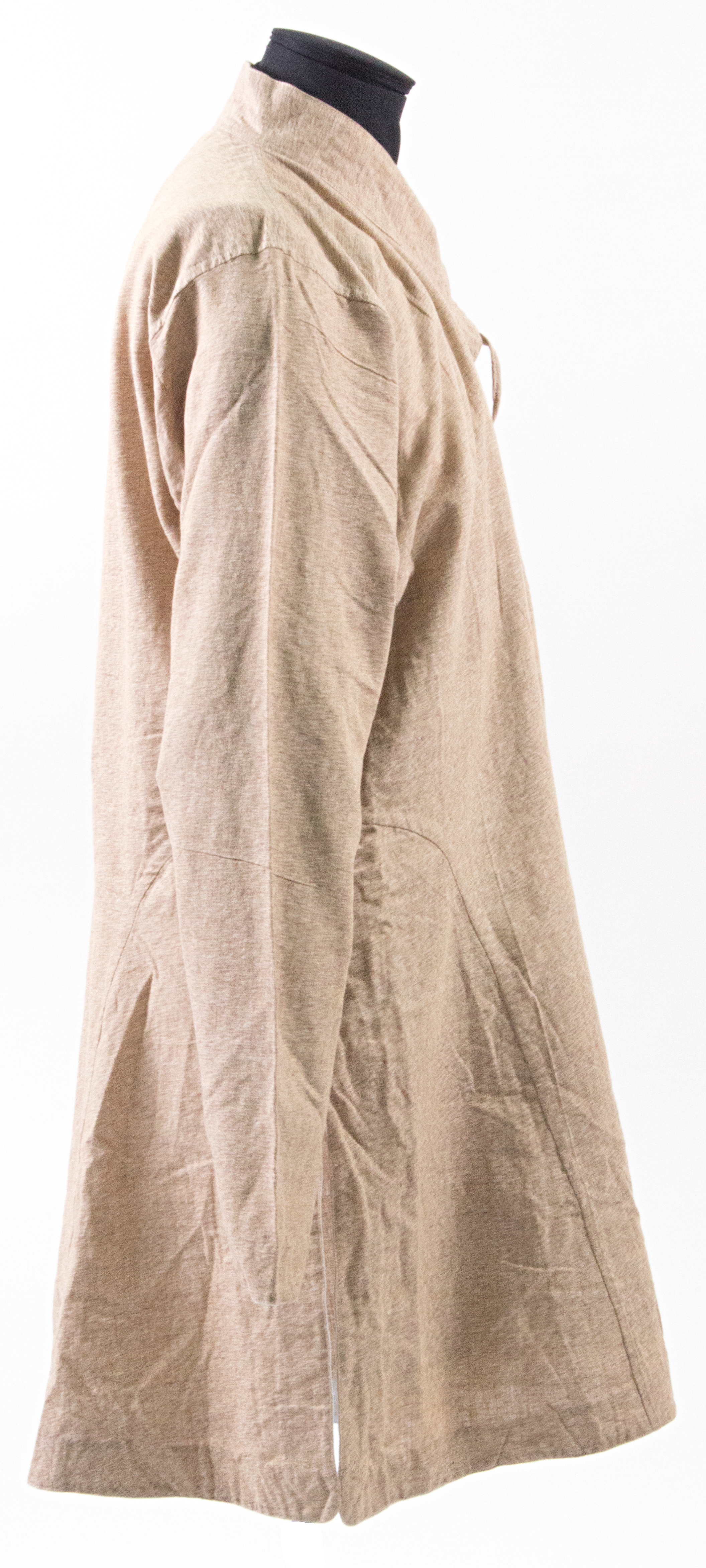

## Creencias religiosas
La Daura tiene ocho cuerdas que se utilizan para atar la Daura y que se denominan Astamatrika-Singini:
- Byagini
- Kumari
- Barahí
- brahmayani
- Indrayani
- maheshowri
- Byasnabi
- Mahalaxmi

Según la mitología nepalí, el ocho es un número de la suerte. Los pliegues o Kallis significan el Pancha Buddha o Pancha Ratna. El cuello cerrado del Daura significa la serpiente alrededor del cuello del Señor Shiva.